# Alejandro Bello
El teniente 1.º Luis Alejandro Bello Silva (Santiago, 27 de abril de 1889-desaparecido el 9 de marzo de 1914) fue un aviador chileno que se extravió en 1914, mientras efectuaba una prueba necesaria para obtener el título de piloto militar. Hasta el día de hoy, se desconoce el paradero de él y de su aeronave.

## Primeros años de vida

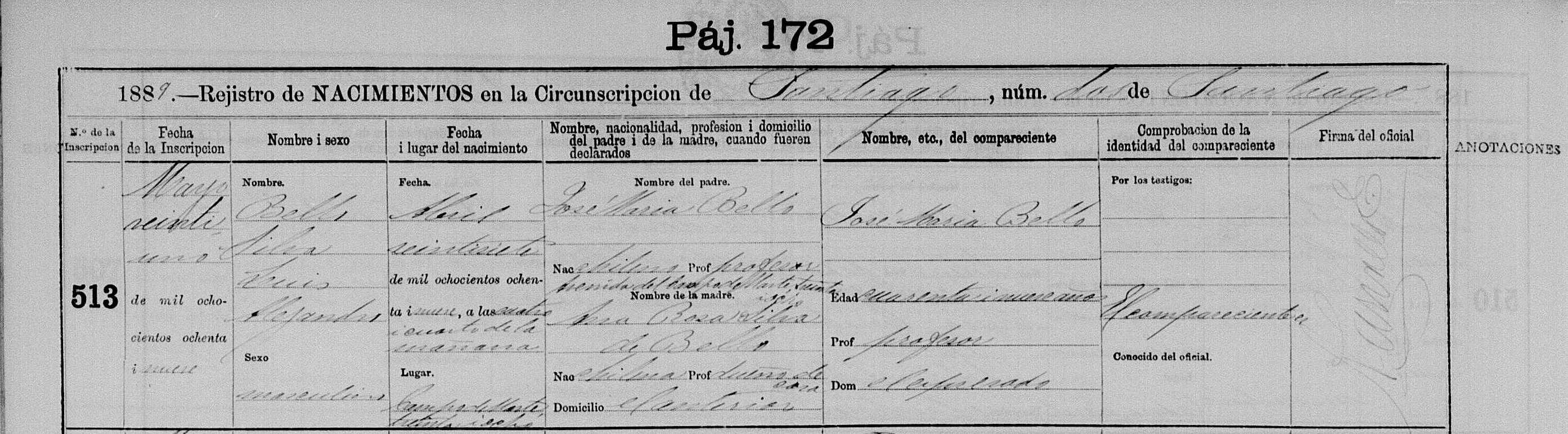
Registro de nacimiento del teniente Bello.

Nació el 27 de abril de 1889 en Avenida Campo de Marte 38, Santiago de Chile; era el tercero hijo entre el profesor José María Bello y de Ana Rosa Silva, sus padres tuvieron otros tres hijos. Mientras que dos de sus hermanos eligieron el camino del sacerdocio, otro prefirió estudiar derecho.
Vivió su infancia en Ancud debido al relegamiento de su padre por la Guerra Civil de 1891 como director del Liceo de Ancud el 12 de noviembre de 1891.

### Vida militar
El 27 de mayo de 1909, con 20 años, ingresó como cadete a la Escuela Militar.
En junio de 1910, Bello fue trasladado al Regimiento de Infantería N.º 5 Carampangue con guarnición en Iquique, donde estuvo por casi dos años. En 1912 pasó al Regimiento de Infantería N.º 10 Lautaro en Los Ángeles, siendo trasladado un mes más tarde al Regimiento de Infantería N.º 12 Pudeto de Santiago. Finalmente en el mes de julio de ese mismo año recibió el ascenso a teniente 1.º de Ejército.
En 1913 efectuó estudios de aviación en Francia. El objetivo del teniente era estudiar los aviones Sánchez Besa y obtener el brevet (licencia de vuelo) que para esos años sólo lo entregaba el Aero-Club de Francia.

### Desaparición

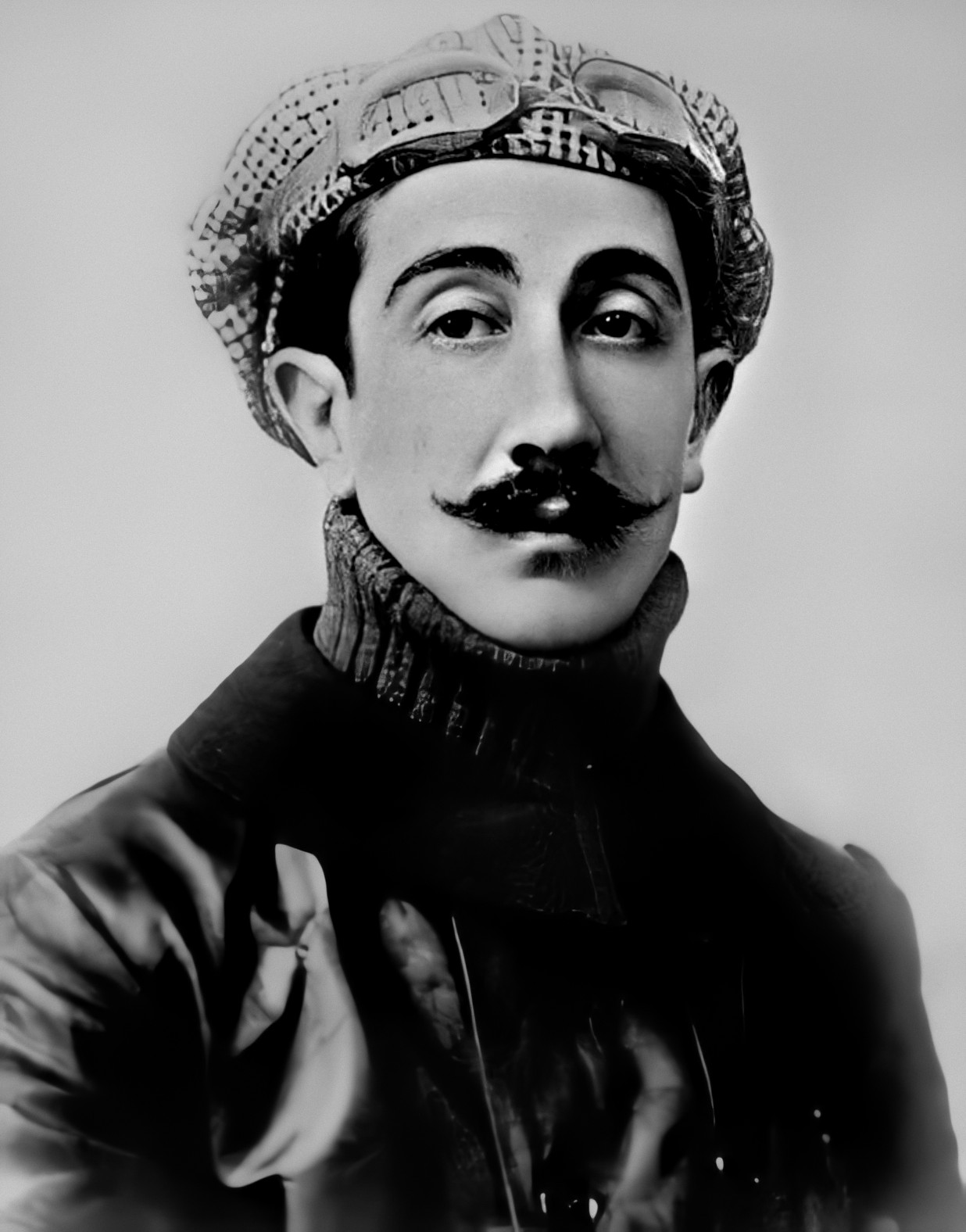
Teniente Alejandro Bello Silva.

En la madrugada del lunes 9 de marzo de 1914, el teniente Alejandro Bello se encontraba en el aeródromo Lo Espejo, donde debía efectuar un examen para poder conseguir el título de piloto militar.
La prueba a cargo del Capitán Manuel Ávalos Prado, consistía en realizar el circuito Lo Espejo-Culitrín-Cartagena-Lo Espejo, en la zona central de Chile, para finalmente aprobar el examen. Bello, junto a dos compañeros tenían que realizar el circuito para ello tendrían un tiempo de 48 horas.
Durante el primer intento los aviadores tuvieron que regresar a la base porque la visibilidad era pésima debido a la neblina. Durante el aterrizaje de regreso, Bello dañó su aeronave. En el segundo intento, Bello usó un biplano Sánchez-Besa de 80 HP número 13, de nombre Manuel Rodríguez, biplano conocido por él por sus estudios en Francia.
A las 09:30 horas, emprendieron vuelo y una hora más tarde Bello y Ponce, se encontraban aterrizados en Culitrín, donde acordaron esperar que mejoraran las condiciones para seguir su vuelo a Cartagena y posterior regreso a Lo Espejo.
Bello y Ponce se encontraban en Culitrín en espera de que cesara el viento sur, situación que se produjo alrededor de las 16:00 horas, momentos en que verificaron los motores de sus aviones y Bello a las 16:45 horas y Ponce a las 16:50 enfilaron rumbo a Cartagena.
En su informe posterior sobre el rendimiento de su prueba el teniente Ponce dice:

A las 4.55 P.M. después de un vuelo de prueba de 10 minutos partí más o menos 5 minutos después que el teniente Bello en dirección a Cartagena con un fuerte viento de la costa y una bruma espesa que impedía ver con claridad. Al teniente Bello no le perdí un momento de vista y a las 6.20 P.M. como unos 20 ó 30 kilómetros al E. de Melipilla vi que regresaba. Creí que las nubes estaban muy altas, pues nosotros navegábamos más o menos a 1900 metros y pensé hacer lo que supuse haría el teniente Bello, bajar para continuar el camino bajo las nubes. Al teniente Bello lo perdí de vista y en la imposibilidad de continuar tomé rumbo directamente al O. el viento que soplaba me derivó hasta muy cerca de Angostura que reconocí por estar muy cerca de ella".

En la Escuela, Ponce afirmó haber visto al teniente Bello volando delante de él, por lo que se presumió que había aterrizado en algún lugar de la ruta, ya que además se habían recibido informaciones que había aterrizado en un campo cercano a Llo-Lleo y se encontraba fuera de peligro. Sin embargo la información era errónea.
No se supo nunca más del Teniente Bello o de su avión.

### Búsqueda

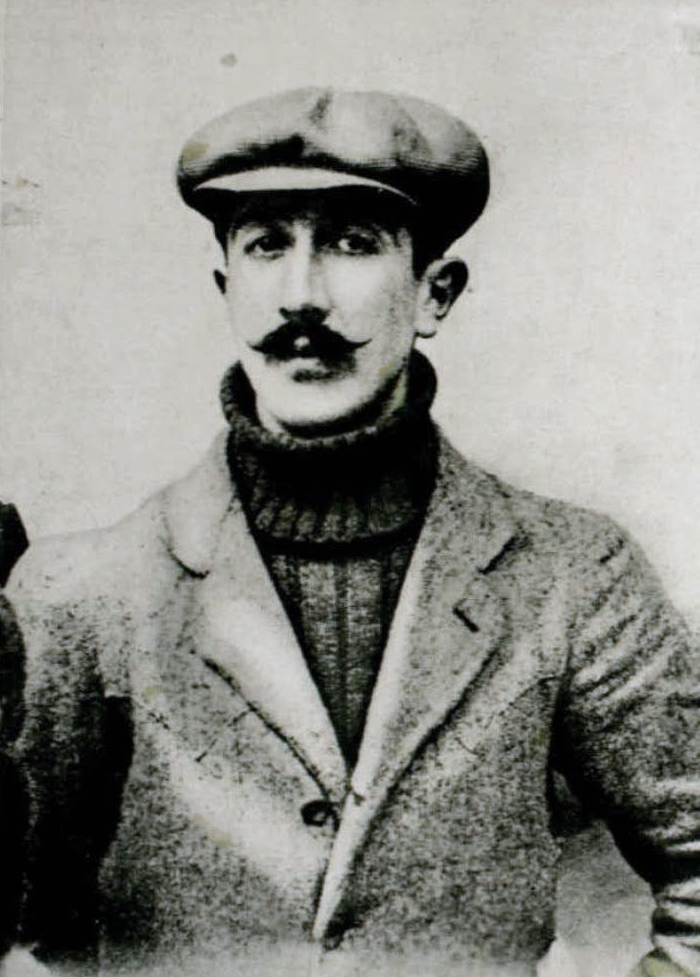
Fotografía de Alejandro Bello Silva aparecida en la revista Pacífico Magazine (1914).

Bello desapareció y ese mismo día se iniciaron las búsquedas. Varias personas afirman haber visto el aterrizaje o la caída del avión, aunque estos datos eran falsos. A partir de ese momento se generaron diversas teorías, algunas de las cuales dicen que Bello cayó al mar en algún lugar entre Llolleo y Valparaíso al sobrepasar la costa de noche y que pescadores se habrían percatado del ruido de un aeroplano al pasar sobre sus cabezas; o que la nave destruida se encuentra en una quebrada (específicamente, en la Quebrada del Diablo, cercana a San Vicente de Tagua Tagua, en la Región de O´Higgins). La búsqueda oficial de Bello fue hecha por personal militar, de marina y policial. Finalmente la búsqueda de Alejandro Bello Silva fue finalizada el 19 de marzo de 1914.
Se han efectuado diversas expediciones para dar con algunas pistas, pero no se han encontrado rastros del teniente Bello ni del avión que piloteaba:
- En noviembre de 1915 el mayor Carlos Lira Quintanilla, al mando de un escuadrón del Regimiento Cazadores, efectúa una búsqueda en el sector de Isla de Maipo, la que después de varios días concluye sin resultados.
- En febrero de 1921, arrieros del sector comunicaron haber encontrado restos de un avión y algunas osamentas en el cajón del Río Maipo, más o menos a diez kilómetros de San José de Maipo. Se hablaba del motor y cuerdas de las alas. Para esta misión se dispuso que los tenientes Gabriel Valenzuela y Federico Baraona se hicieran presentes en el lugar, pudiendo constatar los oficiales que no se trataba más que de rumores injustificados transmitidos de una a otra persona.
- A principios de los años 1930, en una reunión de campesinos, Carlos Peña y Lillo, periodista, corresponsal de El Mercurio en San Vicente de Tagua Tagua, se entera de que uno de ellos, en la época que se perdió el teniente Bello, escuchó una gran explosión en una de las puntas del cerro La Rinconada, la que más tarde fue llamada por este motivo “Quebrada del Diablo” o “Quebrada del Infierno”, estos dichos fueron corroborados por Horacio Aránguiz Cerda, exdiputado, residente en esa zona.
- En abril de 1934 durante cinco días el teniente de la Fuerza Aérea Oscar Solari junto a ocho hombres de su institución y acompañado de baqueanos de la Hacienda Aculeo de Miguel Letelier, realizaron una intensa búsqueda en el cajón de Huiticala, que alcanza una altitud de unos 2300 metros.
- En julio de 1988, los taxistas de San Vicente de Tagua Tagua Álvaro Rubio, Claudio Peña y Eduardo Orellana, organizan una nueva expedición a la Quebrada del Diablo. Van acompañados de tres taxistas más; también formaron parte de la expedición el sargento de Carabineros Pedro Dubreul y el cabo Miguel Sepúlveda, los que habían sido autorizados por el Comisario Mayor Julio Vergara, quien apoyó la idea en todo momento. No hubo resultados
- En diciembre de 2007 el director del Club Aéreo de San Antonio Jorge Ponce, efectúa una expedición a unos 10 kilómetros al norte de Cuncumén, en el fundo Las Flores de la empresa Ariztía, en una zona denominada Quebrada de Las Rosas. Esta expedición fue basada en el descubrimiento de piezas metálicas en los cerros de Cuncumén. Jaime González Colville, de la Academia Chilena de la Historia, consideró que es muy dudoso que los restos del teniente Bello se encuentren cerca de Cuncumén.[5] La expedición no tuvo resultados favorables.

## En la cultura popular
- En Chile se utiliza la expresión coloquial «más perdido que el teniente Bello», para referirse a personas que desde hace tiempo no han sido vistas o no se ha sabido mucho de ellas o que se han perdido en el camino. También se ocupa para referirse a alguien que se ha despistado o a alguien que habla sin saber de un tema específico o incluso sobre lo que se habla en determinado momento.[4]
- El periodista y escritor Hugo Silva publicó en 1945 la novela Pacha Pulai, que mezcla la historia de Alejandro Bello con la leyenda de la Ciudad de los Césares, que data de tiempos coloniales.
- Se le hace mención en el episodio de Diego y Glot, Súper Familia, en el concurso televisivo dirigido por Don Francisco.
- Su figura es usada en el cuento de ciencia ficción “El Prisionero” de la antología Alucinaciones TXT. De dicho cuento derivaría más tarde la novela La sombra de fuego: El último vuelo del teniente Bello. También figura como personaje de ficción en otros cuentos de Chile: “Relación del reyno” y en la novela gráfica 1899, que también mezcla elementos de Pacha Pulai.
- Francisco Mouat en su libro Chilenos de raza relata la historia del teniente perdido y la finalización de la historia.
- Su posible regreso es retratado en el manga chileno "Bichos Raros", en dónde Bello aterriza en la Cartagena de los tiempos modernos trayendo un oscuro secreto consigo.
- Alberto Rojas propone en su libro La sombra de fuego a un Teniente Bello perdido entre dimensiones apareciendo en un Chile distópico
- Mauricio Redolés relata la historia del teniente Bello en su canción "El Teniente Bello".
- La banda de rock Tonto Pero Feo relata la historia del Teniente Bello en la canción La Historia de Alejandro Bello.